# Liste des partis politiques en Érythrée
En Érythrée, un seul parti politique est autorisé, le Front populaire pour la démocratie et la justice.
Avant l'indépendance du pays, des partis politiques existaient, liés à des mouvements armés :
- Front populaire de libération de l'Érythrée
- Front de libération de l'Érythrée

Depuis l'indépendance, ont été créés des partis d'opposition, interdits, en particulier :
- Jihad islamique érythréen (JIE)
- Salut islamique érythréen
- Alliance nationale érythréenne
- Forum public érythréen
- Mouvement populaire érythréen